# Platylister insuliculus
Platylister insuliculus är en skalbaggsart som först beskrevs av Schmidt 1889.  Platylister insuliculus ingår i släktet Platylister och familjen stumpbaggar. Inga underarter finns listade i Catalogue of Life.